# 艾厄爾套區
53°17′29″N 68°05′56″E / 53.291382°N 68.098755°E

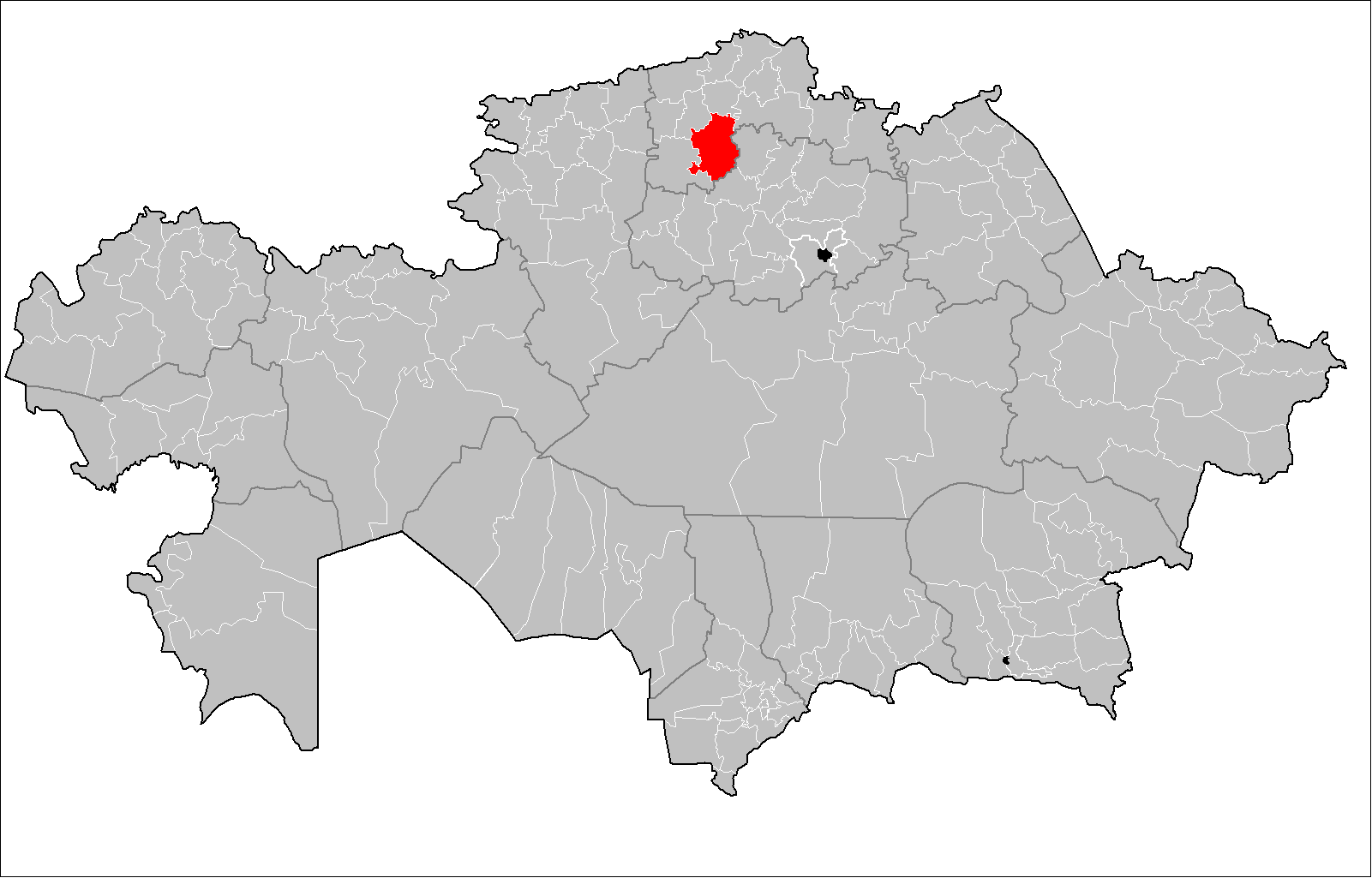

艾厄爾套區是哈薩克斯坦的行政區，位於該國北部，由北哈薩克斯坦州負責管轄，首府設於紹馬爾科爾，始建於1928年，面積9,620平方公里，2019年人口36,951。